# Paul Watson (koszykarz)
Paul Watson Jr (ur. 30 grudnia 1994 w Phoenix) – amerykański koszykarz występujący na pozycji rzucającego obrońcy.
W 2017 reprezentował Toronto Raptors podczas letniej ligi NBA w Las Vegas, rok później występował w barwach New York Knicks.
15 stycznia 2020 opuścił Atlantę Hawks, po upłynięciu 10-dniowego kontraktu. Jeszcze tego samego dnia dołączył do kanadyjskiego Toronto Raptors oraz zespołu G-League – Raptors 905. 19 grudnia władze Raptors przekonwertowały jego umowę, aby móc korzystać z niego w większym zakresie, a nie tak ograniczonym, na jaki zezwalała poprzednia umowa.
3 sierpnia 2021 został zwolniony przez Toronto Raptors. 15 września 2021 zawarł umowę z Oklahoma City Thunder na występy zarówno w NBA, jak i zespole G-League – Oklahoma City Blue. 10 lutego 2022 został zwolniony.

## Osiągnięcia
Stan na 12 lutego 2022, na podstawie, o ile nie zaznaczono inaczej.
NCAA
- Uczestnik:
  - turnieju NCAA (2016)
  - konkursu wsadów NCAA (2017)
- Mistrz turnieju konferencji Mountain West (MWC – 2016)
- Najlepszy pierwszoroczny zawodnik Mountain West (2014)
- Zaliczony do I składu najlepszych pierwszorocznych zawodników All-American (2014 przez Kyle Macy/CollegeInsider.com)
- Lider wszech czasów MWC w liczbie fauli (373)